# Joseph McIlvaine

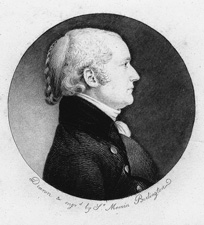
Joseph McIlvaine

Joseph McIlvaine (* 2. Oktober 1769 in Bristol, Bucks County, Provinz Pennsylvania; † 19. August 1826 in Burlington, New Jersey) war ein US-amerikanischer Politiker (Demokratisch-Republikanische Partei), der den Bundesstaat New Jersey im US-Senat vertrat.
Nach Abschluss seiner Schulausbildung und dem Studium der Rechtswissenschaften wurde Joseph McIlvaine 1790 in die Anwaltskammer des obersten Gerichtshofes von New Jersey aufgenommen und begann im Jahr darauf in Burlington zu praktizieren. 1793 heiratete er Maria Reed, die Nichte von Joseph Reed, dem ehemaligen Präsidenten von Pennsylvania. Aus der Ehe gingen drei Kinder hervor; der 1799 geborene Sohn Charles wurde später Geistlicher der Episkopalkirche und Bischof von Ohio. Von 1796 bis 1800 war Joseph McIlvaine leitender Beamter (Clerk) im Burlington County, danach arbeitete er bis 1823 als Justizangestellter am Bezirksgericht des Countys sowie von 1804 bis 1820 in der Nachfolge von William S. Pennington als Bundesstaatsanwalt für den Distrikt New Jersey. 1818 wurde er zum Richter am Kammergericht von New Jersey (Superior court) berufen, verzichtete aber auf das Amt.
Am 12. November 1823 zog McIlvaine dann in den Senat der Vereinigten Staaten ein, wo er den Sitz einnahm, der seit der Amtsniederlegung von Samuel L. Southard im März desselben Jahres vakant geblieben war. Er gehörte innerhalb der Demokratisch-Republikanischen Partei zu den Anhängern von Henry Clay und John Quincy Adams, aus denen später die National Republican Party hervorging. Im August 1826 starb er in Burlington.